# Still Becoming Apart
Still Becoming Apart es una entrega de 5 canciones promocional de la banda estadounidense The Smashing Pumpkins, este disco fue una edición limitada que se regaló con las primeras copias del disco Machina: The Machines of God del año 2000. 

## Lista de canciones
1. «Hope». Versión instrumental.
2. «Blissed and Gone». Canción grabada durante la época del Adore, que luego pareció en el compilado de caras B Judas 0.
3. «Apathy's Last Kiss». Extraída del box set Siamese Singles
4. «Mayonaise». Perteneciente a la del conjunto de 5 discos "Mashed Potatoes".
5. «Eye». Extraída de la banda sonora Lost Highway, y luego apareció en el compilado Rotten Apples.

- Datos: Q9079950